# Richard Carpenter
Richard Lynn Carpenter (New Haven, Connecticut, 15 de octubre de 1946), conocido como Richard Carpenter, es un compositor pop estadounidense, más conocido como parte del dúo de The Carpenters, integrado por su hermana Karen y por él.

## Infancia
Richard Lynn Carpenter nació en New Haven, Connecticut. Su nombre es el mismo que el del hermano menor de su padre. Casualmente, Richard y su tío se casaron con mujeres del mismo nombre, Mary.
Tocó frecuentemente el piano mientras Karen jugaba al baseball. A él y a Karen les gustaban los discos para niños que le compraba su padre. Fue presentado a Perry Como y Ella Fitzgerald, entre otros. A los doce años, sabía que quería formar parte de la industria de la música.

## A&M Records
En abril de 1969 firmaron con A&M Records, propiedad de Herb Alpert y Jerry Moss. En los estudios recibieron carta blanca (que significa que tenían la libertad de hacer lo que desearan). Su primer álbum fue Offering (1969), del cual se desprende el sencillo adaptado por Richard de la canción de los Beatles «Ticket to ride». No fue muy popular: llegó a #54 en el Billboard Hot 100.
El año siguiente, Herb Alpert sugirió que grabaran la canción «(They Long to Be) Close to You». Dijo que no era una canción popular, aunque él y Dionne Warwick grabaron la canción. Karen Carpenter y Hal Blaine tocaron la batería en la canción, y Karen la cantó. Llegó a #1 en el Billboard Hot 100, en el año de 1970. Este fue su primer número uno, aunque tuvieron otros como: Top of the World en diciembre de 1973 y Please Mr. Postman en 1975.
Grabaron muchas canciones populares después de «(They Long to Be) Close to You» como (en orden cronológico):
- We've Only Just Begun
- For all we know
- Rainy days and mondays
- Superstar
- Hurting Each Other
- Goodbye to love
- Sing (Karen la cantó en español como «Canta», que se puede encontrar en From the top, así como su versión en japonés en el álbum doble de concierto Live in Japan).
- Yesterday once more
- Top of the world
- Please Mr. Postman
- Only Yesterday
- There's a kind of hush (All over the world).
- I need to be in love
- Calling occupants of interplanetary craft
- Touch me when we're dancing